# Tindra
Tindra är ett kvinnonamn, som snabbt har ökat i popularitet under 2000-talet. 2011 var Tindra det är det 60:e vanligaste namnet bland nyfödda. Den 31 december 2009 fanns det 5 017 kvinnor i Sverige med namnet, 3 513 av dessa hade det som tilltalsnamn/förstanamn. 1996 fanns bara två.
Namnsdag saknas i Sverige. I den finlandssvenska namnsdagslängden har Tindra namnsdag 20 april sedan 2010.